# Тимощук, Дмитрий Иванович
Дмитрий Иванович Тимощук (3 ноября 1919 — 12 июля 1999) — командир отделения телефонно-кабельного взвода 180-й отдельной роты связи 213-й стрелковой дивизии 7-й гвардейской армии Степного фронта, старшина. Герой Советского Союза.

## Биография
Родился 3 ноября 1919 года в селе Плужное ныне Изяславского района Хмельницкой области Украины в крестьянской семье. Украинец. Окончил среднюю школу, работал столяром в колхозе.
В Красной Армии с 1939 года. На фронте в Великую Отечественную войну с марта 1943 года. Член ВКП(б)/КПСС с 1944 года.
Командир отделения телефонно-кабельного взвода 180-й отдельной роты связи комсомолец старшина Дмитрий Тимощук под огнём противника 28 сентября 1943 года проложил через реку Днепр в районе села Днепровокаменка Верхнеднепровского района Днепропетровской области Украины телефонную линию и установил связь передового отряда с командиром дивизии. Когда противники перешли в наступление и потеснили наши части, старшина Тимощук Д. И. сумел сохранить линию связи и, оставаясь в тылу противника, докладывал о его действиях советскому командованию.
Указом Президиума Верховного Совета СССР от 26 октября 1943 года за образцовое выполнение боевых заданий командования и проявленные при этом мужество и героизм старшине Тимощуку Дмитрию Ивановичу присвоено звание Героя Советского Союза с вручением ордена Ленина и медали «Золотая Звезда».
В 1946 году Д. И. Тимощук окончил курсы усовершенствования офицерского состава. С 1947 года лейтенант Тимощук Д. И. — в запасе. Вернулся на родину — в Хмельницкую область Украины. Работал лесником, а затем, до ухода на заслуженный отдых, — директором комбината коммунальных предприятий.
Был убит в 2001 году грабителем, который требовал от него награды и документы.
Награждён орденами Ленина, Отечественной войны 1-й степени, Красной Звезды, медалями.